# Évron
Évron ist eine französische Gemeinde mit 8.380 Einwohnern (Stand 1. Januar 2022) im Département Mayenne in der Region Pays de la Loire. Sie gehört zum Arrondissement Mayenne und zum Kanton Évron. Sie ist eine mit dem Regionalen Naturpark Normandie-Maine assoziierte Zugangsgemeinde.
Sie entstand als namensgleiche Commune nouvelle mit Wirkung vom 1. Januar 2019 durch die Zusammenlegung der früheren Gemeinden Évron, Châtres-la-Forêt und Saint-Christophe-du-Luat, die in der neuen Gemeinde den Status einer Commune déléguée haben. Der Verwaltungssitz ist im Ort Évron.

## Gliederung
| Ortsteil                 | ehemaliger INSEE-Code | Fläche (km²) | Einwohnerzahl zum 1. Januar 2022 |
| ------------------------ | --------------------- | ------------ | -------------------------------- |
| Évron (Verwaltungssitz)  | 53097                 | 35,52        | 6.818                            |
| Châtres-la-Forêt         | 53065                 | 13,60        | .0782                            |
| Saint-Christophe-du-Luat | 53207                 | 19,12        | .0780                            |

## Religion

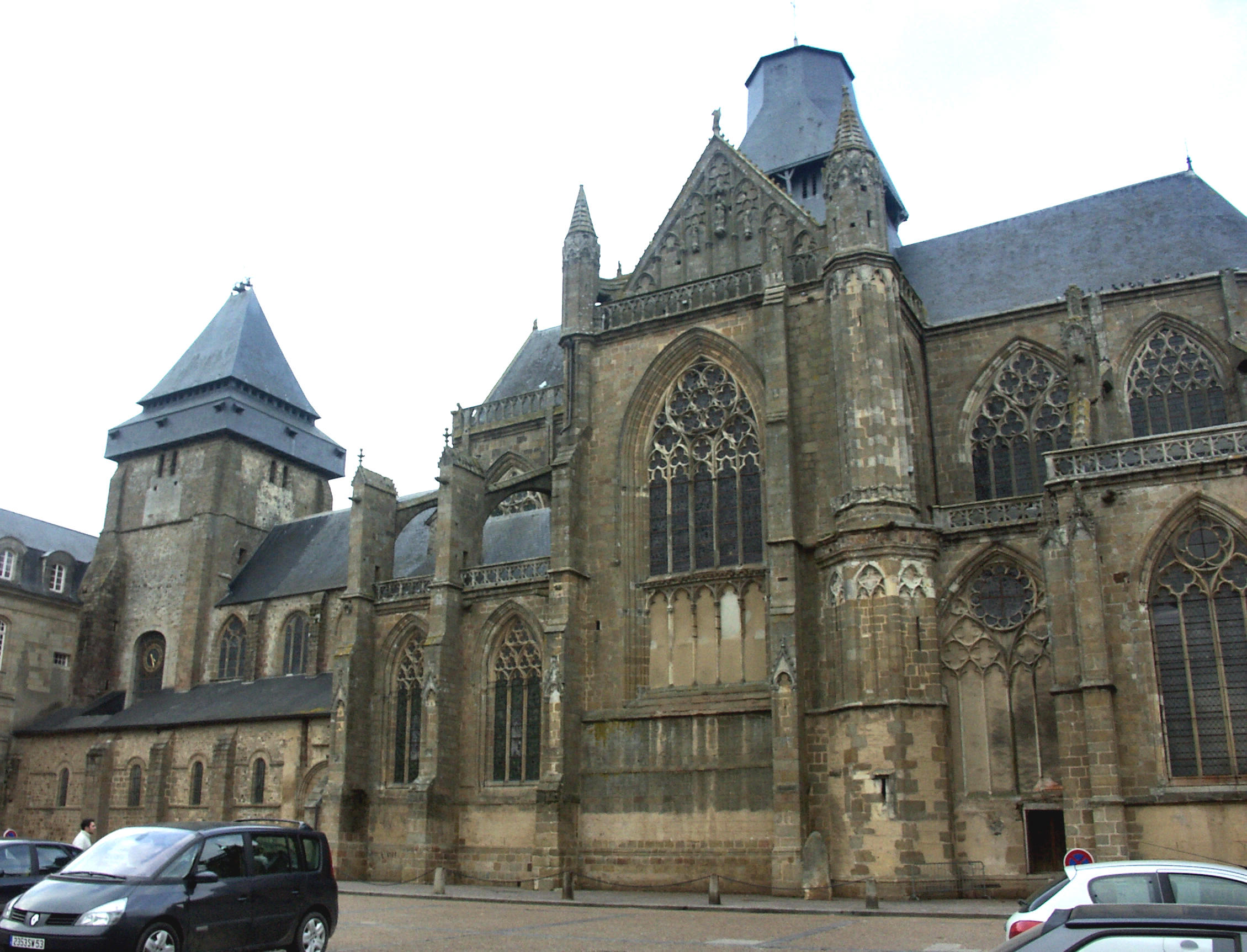
Südliche Fassade der Basilika Notre-Dame-de-l'Épine in Evron

### BasilikaNotre-Dame-de-l'Épine
Der Legende nach ereignete sich im 7. Jahrhundert n. Chr. auf einem alten heidnischen Heiligtum ein Wunder: Ein Pilger, der aus Jerusalem zurückkehrte und sich unter einem Weißdorn schlafen legte, soll eine Tasche mit einer Marien-Reliquie an einen Ast gehängt haben. Als er aufwachte, sei der Baum über Nacht so hoch gewachsen, dass er die Tasche nicht mehr erreichen konnte. Durch das Gebet des Pilgers soll sich der Ast mit der Tasche so gebogen haben, dass er die Reliquie wieder zu fassen bekam. Dieses Wunder soll zur Gründung einer Benediktinerabtei geführt haben.

Nachdem die erste Abtei am Ende des 9. Jahrhunderts von den Normannen zerstört worden war, baute man sie wieder auf. Aus dieser Zeit ist heute noch die Krypta sichtbar. Darüber baute man etwa ein Jahrhundert lang eine etwa sechzig Meter lange romanische Kirche.

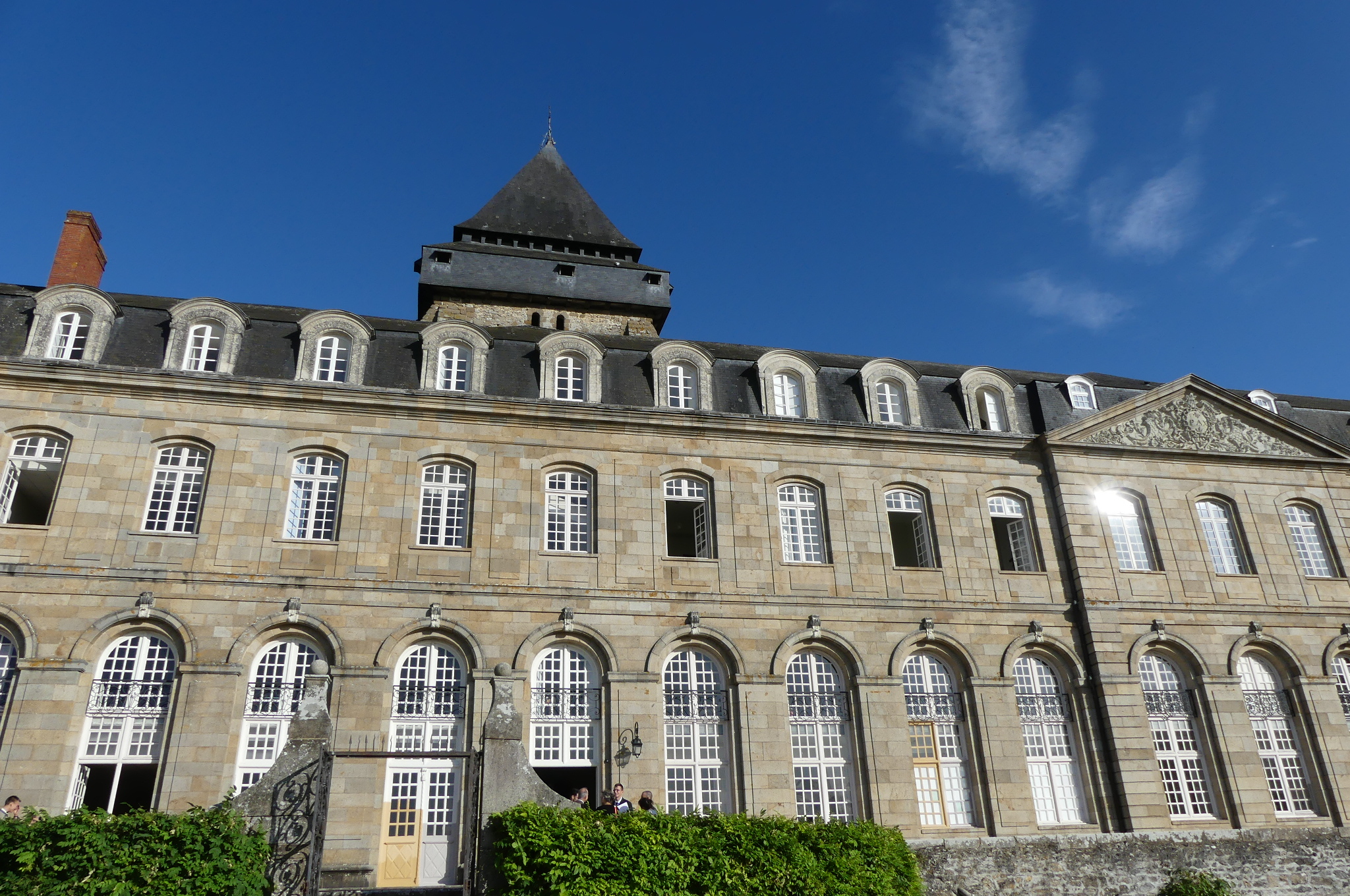
Ansicht des Abtei-Baus aus dem 18. Jahrhundert, der heute von der Priestergemeinschaft Sankt Martin als Seminar benutzt wird. Im Hintergrund eine Turmspitze der Basilika

Im 12. Jahrhundert baute man eine Kapelle an. Ihr Stil soll durch maurische und byzantinische Architektur beeinflusst worden sein.
Im 13. Jahrhundert ersetzten die Benediktiner die Kirche teilweise mit einem gotischen Sakralbau. Durch den 100-Jährigen-Krieg konnte dieses Vorhaben nicht vollständig umgesetzt werden, deshalb enthält die Basilika heute sowohl romanische als auch gotische Bauelemente.

### Priestergemeinschaft Sankt Martin
Seit 2014 liegt das Mutterhaus und Priesterseminar der katholischen Priestergemeinschaft Sankt Martin in der Stadtmitte Évrons. Angeschlossen an die Basilique Notre-Dame-de-l'Épine bewohnen die Seminaristen und einige Priester der Gemeinschaft einen Bau der ehemaligen Benediktiner-Abtei aus dem 18. Jahrhundert.

## Verkehr
Der Bahnhof Evron liegt an der Bahnstrecke Paris–Brest und wird im Regionalverkehr mit TER-Zügen bedient.

## Söhne- und Töchter der Stadt
- Jean-Daniel Raulet (* 1946), Autorennfahrer

## Partnerstädte
- Wildeshausen (Deutschland)
- Lakota (Côte d’Ivoire) (Elfenbeinküste)
- Hertford (Vereinigtes Königreich)
- Alwernia (Polen)